# NGC 4549
NGC 4549 ist eine Spiralgalaxie vom Hubble-Typ Sb im Sternbild Großer Bär am Nordsternhimmel. Sie ist schätzungsweise 609 Millionen Lichtjahre von der Milchstraße entfernt.
Das Objekt wurde am 24. April 1789 vom deutsch-britischen Astronomen Wilhelm Herschel mit einem 18-Zoll-Spiegelteleskop entdeckt.